# Glory Jane
Glory Jane (em coreano:  영광의 재인, Young-kwang-eui Jae-in, também chamado Man of Honor) é um série de televisão sul-coreana exibida pela KBS2 de 12 de outubro a 29 de dezembro de 2011 para 24 episódios. Foi protagonizada por Chun Jung-myung, Park Min-young  e Lee Jang-woo.

## Elenco
- Chun Jung-myung como Kim Young-kwang
  - Ahn Do-gyu como Kim Young-kwang (jovem)
- Park Min-young como Yoon Jae-in
  - Ahn Eun-jung como Yoon Jae-in (jovem)
- Lee Jang-woo como Seo In-woo
  - Kim Ji-hoo como Seo In-woo (jovem)
- Son Chang-min como Seo Jae-myung
- Park Sung-woong como Seo In-chul
- Choi Myung-gil como Park Goon-ja
- Lee Ki-yeol como Kim In-bae
- Kim Yun-joo como Kim Kyung-joo
- Nam Bo-ra como Kim Jin-joo
- Jung Hye-sun como Oh Soon-nyeo
- Kim Sun-kyung como Im Jung-ok
- Lee Moon-sik como Heo Young-do
- Kim Sung-oh como Joo Dae-sung
- Choi Seung-kyung como Go Kil-dong
- Ahn Nae-sang como Yoon Il-goo
- Jang Young-nam como Yeo Eun-joo
- Kim Seung-wook como Choi (treinador)
- Choi Ran como diretor de enfermagem
- No Kyung-joo como Oh Jung-hae

## Prêmios e indicações
2011 KBS Drama Awards
- Prêmio de Excelência, Ator em um drama de comprimento médio: Chun Jung-myung
- Prêmio de Excelência, Atriz em um drama de comprimento médio: Park Min-young
- Melhor Novo Ator: Lee Jang-woo